# Front Popular de Letònia
Front Popular de Letònia (letó Latvijas Tautas fronte) fou una organització política de Letònia de finals de la dècada del 1980 i començaments de la de 1990, i que va dirigir el procés d'independència de Letònia de la Unió Soviètica. Va mantenir lligams amb el Front Popular d'Estònia i el Sąjūdis de Lituània. El seu diari Atmoda (Despertar), es va publicar de 1989 a 1992.

## Història

### Antecedents
El moviment independentista de Letònia es va iniciar amb petites manifestacions per la independència i els drets humans el 1986. Les primeres manifestacions, organitzades per Helsinki-86, van ser, però, suprimides pel govern de l'RSS de Letònia. El punt de ruptura es va produir l'estiu de 1988. Molts prominents letons anunciaren públicament el seu suport a una major autonomia per a Letònia. Els diaris letons van començar a escriure sobre els aspectes de la història de Letònia, que havia estat prohibida durant el període soviètic (per exemple, com Letònia havia estat ocupada en 1940). La bandera de Letònia, que havia estat prohibida durant el període soviètic va ser reivindicada. En resum, havia començat un fort ressorgiment de la identitat nacional letona.

### Formació del Front (1988-1990)
El 2 de juny del 1988 un plenari d'artistes es constituí en Latvijas Tautas fronte (Front Popular Letó), amb 207.000 socis; entre d'altres hi havia l'advocat Ilmars Bisher (1930), els lectors de la universitat de Riga Ivars Godmanis (1951) i Dainis Ivans (1955), el militar i filòleg Janis Jurkans (1948), Andrejs Pantalejus (1961), l'escriptor Janis Peters (1939), el metge Romualds Ražuks (1955), el jutge Andris Teikmanis (1959) i els advocats jueus Mavreks Vulfsons (1918), Ruta Mariash i Abram Kletskin, i el periodista jueu Igor Movel. Al cap de poc el seu nombre d'inscrits arribaria als 250.000 individus.
Sorgeix per donar suport a les reformes de Mikhaïl Gorbatxov i oposat als nacionalistes radicals. Entre els membres hi ha un terç de comunistes nacionals, però també ecologistes, vells dissidents, intel·lectuals independents i membres de grups religiosos. Foren nomenats portaveus Dainis Ivans i Sandra Kalniete, i reclamaven la sobirania nacional sense abandonar l'URSS. Per això adreçaren un escrit Gorbatxov posant en dubte la legalitat de l'annexió soviètica dels Països Bàltics, demanen la publicació de les clàusules secretes del Pacte Ribbentrop-Molotov, el reconeixement internacional i la creació d'un Comité Olímpic Propi. També faran un manifest en favor de la llengua, on reivindiquen el letó com a única llengua nacional i denuncien la degradació mediambiental a causa de l'envelliment de les instal·lacions industrials.
El 5 de maig del 1989 el letó fou declarat llengua d'estat, cosa que provocà les protestes d'un sector de russos. El 8 d'agost del 1989 es van modificar els articles de la constitució letona que feien referència als dret de vot a les eleccions locals, de manera que es limità el dret de vot als russos, ja que s'imposava l'obligació de dos anys de residència per poder votar i cinc per a ser escollit. I el 23 d'agost es va formar una cadena humana entre els tres estats bàltics Riga-Tallinn-Vílnius de 560 kilòmetres, patrocinada pel LTF, el Rahvarinne i el Sąjūdis contra el Pacte Ribbentrop-Molotov i a favor de la independència.
Pel setembre del 1989 es van fer les primeres eleccions democràtiques al Soviet Suprem de l'URSS. Dels 34 diputats letons, 26 se'ls van endur el LTF en combinació amb comunistes reformistes. Aleshores els rússos antiindependentistes formaren el grup Ravnopravie (Igualtat).
L'octubre del 1989 es va reunir el II Congrés del Front, que va aprovar noves mocions en favor de la independència nacional i del multipartidisme. Com a resposta a les reivindicacions bàltiques, el 27 de novembre Gorbatxov anuncià un projecte d'autonomia econòmica per al Bàltic; però a les eleccions locals de desembre del 1989, el LTF va obtenir el 75% dels vots locals.
A començaments del 1990 es va anul·lar de la constitució soviètica letona el paper preponderant del Partit Comunista, malgrat les protestes del grup soviètic encapçalat per Alfrēds Rubiks, es considera nul·la l'annexió soviètica i s'oficialitza la bandera bicolor novament, de manera que onejarà a tots els edificis oficials. També s'aprovà el multipartidisme i es legalitzaren els primers partits polítics (LTF, LNNK i LSDSP), i es convoquen les primeres eleccions democràtiques al Saima per al març. També des del mes de febrer oficialitzaren el poder escollir entre fer el servei militar obligatori soviètic o bé una prestació social substitutòria.
El 18 de març del 1990 es convocaren eleccions democràtiques per primer cop al Soviet Suprem de Letònia. El Front Popular va formar una aliança amb independentistes, ecologistes i altres elements democràtics i va obtenir 138 de 201 diputats.

### El procés d'independència (1990-1991)
Després de les eleccions, el Front esdevingué el motor de la independència de Letònia. Dainis Ivans fou nomenat vicepresident del Saeima i Ivars Godmanis primer ministre. L'1 d'abril del 1990 es va obrir un registre de ciutadans únicament letons, que aviat arribarà als 807.000 inscrits i a 30.000 candidats, que consideraven al Soviet Suprem com a ocupador, i per tant, il·legal. D'aquesta manera, constituiran un Saeima paral·lel de 254 membres a començaments de maig, que declarà que Letònia és una nació ocupada i adopta un programa independentista.
Pel gener del 1991 els tancs soviètics es dirigiren cap a Riga i organitzaren alguns disturbis, però no van poder impedir el referèndum convocat el 3 de març de 1991. Amb una participació del 87,62% dels ciutadans amb dret a vot, el 73, 88% votaren a favor (64,67% del cens electoral). El 19 d'agost del 1991 es va produir un cop d'estat a Moscou, un dels inductors del qual fou el letó Boriss Pugo. Aprofitant la situació, Alfrēds Rubiks intentà apoderar-se de la televisió de Riga i va enviar tancs, provocant un mort i un ferit. Per altra banda, el Soviet Suprem adoptà novament el nom de Saeima i proclamà la independència de Letònia amb caràcter irreversible el dia 21 d'agost. En els mesos següents gairebé tots els estats democràtics reconegueren la independència letona.

### La fi del Front Popular (1992-1994)
Durant el 1992 es van produir nombroses escissions dins el LTF, que donaran lloc a nous partits polítics de diferents tendències. Els principals seran la Via Letona de caràcter liberal, per Anatolijs Gorbunovs, el Partit de l'Harmonia Nacional, de caràcter centrista, de Jānis Jurkāns, i alguns reconstituïren l'antiga Unió d'Agricultors Letons, sota l'oncle net del president Kārlis Ulmanis, Guntis Ulmanis. D'aquesta manera, es presentà molt afeblit a les eleccions legislatives letones de 1993, de manera que només va treure 29.396 vots (2,63%) i cap escó. Poc després canvià el seu nom pel de Kristīgā Tautas partija (Partit Cristià Popular) i finalment s'integrà dins la Unió Democristiana (Kristīgi demokratiskā savienība).

## Resultats electorals
| Any  | Líder        | Vots      | %     | Escons    | +/- |
| ---- | ------------ | --------- | ----- | --------- | --- |
| 1990 | Dainis Īvāns | 1,086,439 | 68.20 | 131 / 201 | Nou |